# Annie Junter
Annie Junter, née en 1952 dans les Côtes-d'Armor en Bretagne, est une juriste française féministe, enseignante-chercheuse spécialisée dans le droit du travail et les questions d'égalité entre les femmes et les hommes dans le secteur privé et public.
Elle est notamment la première titulaire de la chaire d'études sur l'égalité entre les femmes et les hommes à l'université Rennes II. En 1983, elle participe au groupe de réflexion préparateur de la loi Roudy pour la parité.

## Biographie

### Enfance et formation
Annie Junter naît en 1952 dans un petit village de Bretagne dans les Côtes-d'Armor. Son père est un marin d'État et sa mère une couturière à domicile. Elle fréquente une école primaire mixte dirigée par un couple d'enseignants adeptes de la pédagogie Freinet. Son cadre familial atypique l'a prédisposée au féminisme. Sa mère, femme indépendante, prend les décisions de la vie courante, car son mari marin est souvent absent.Elle encourage sa fille à faire des études, condition d'ascension sociale des filles, de leur indépendance et de leur autonomie.
Au lycée, Annie Junter, développant un goût pour les responsabilités, devient représentante des élèves et à l'université, représentante des étudiants et étudiantes.
Elle étudie le droit à l'école municipale de Brest qui dépend de l'université Rennes I. L'enseignement qu'elle y suit est interdisciplinaire et croise le droit avec la sociologie, l'économie et la gestion, ce qui a contribué à former son goût pour le droit social. Elle est très vite intéressée par la recherche. Elle devient docteur d'État en droit privé en 1981.

### Carrière universitaire et institutionnelle
Après ses études, Annie Junter devient assistante en droit social à l'IUT de Rennes.  Elle fréquente un milieu universitaire, à dominante masculine d'enseignants, qui ont le souhait d'ouvrir l'université à tous et à toutes. À leur contact, elle apprend à gérer des projets, l'art de faire des discours et participe aux réunions informelles de ces enseignants, où se construit la démocratisation de l'université.
En 1977, elle effectue une partie de ses heures de cours de droit du travail en formation continue au sein de différents organismes dont un foyer accueillant des femmes victimes de violence. C'est dans ce contexte qu'elle est amenée à faire des recherches sur les femmes dans le code du travail et à découvrir qu'elles n'y sont mentionnées que lorsqu'elles sont enceintes. Elle décide alors d'en faire son sujet de thèse qui s'intitule La condition juridique des femmes au travail. Au cours de ses recherches, elle rencontre des juristes comme Odile Dhavernas et Régine Dhoquois. Elle fait aussi la connaissance de Marguerite Thibert, membre du Comité du travail féminin, qui l'incite à ne pas se limiter au droit français, mais à mener des recherches à partir du droit international de l'OIT, l'ONU et la CEE. Annie Junter rencontre aussi la juriste belge Éliane Vogel-Polsky, avocate spécialiste des discriminations salariales. Annie Junter soutient sa thèse en 1981. Évelyne Sullerot qui venait de publier Le fait féminin est choisie pour faire partie du jury. La thèse d'Annie Junter consiste à démontrer qu'en 1981 la condition juridique des femmes au travail est subordonnée à leurs statuts sociaux de mère et d'épouse . Il est donc nécessaire que le droit du travail reconnaisse aux femmes le statut de travailleuse à part entière. Elle incite à l'adoption d'un texte sur l'égalité professionnelle, s'inspirant du droit international et communautaire.
Annie Junter rencontre alors  Yvette Roudy qui la nomme entre 1984 et 1986 présidente de la Commission de révision de la législation particulière aux femmes dans le Code du travail dans le cadre de la loi Roudy pour la parité. C'est Yvette Roudy qui s'engage à obtenir un poste de maître de conférence en droit privé à l'Université Rennes 2 qui doit servir de support à la chaire sur l'égalité professionnelle. Dès sa création, en 1985, ce poste est donné à Annie Junter. Cette dernière enseigne dès lors à l'Université de Rennes 2 des cours sur le droit du travail et sur l'égalité entre les hommes et les femmes. Elle participe aussi à des projets interdisciplinaires : un cours croisant littérature et droits des femmes portant sur le XIXe siècle, et un cours en sciences de l'éducation sur l'égalité entre les filles et les garçons à l'école. Entre 1984 et 1989, elle fait aussi partie du Comité consultatif d'égalité des chances de Bruxelles.
En 1994, elle passe avec succès l’agrégation de droit privé. En 1995, elle répond à l'appel à projet Le genre et l'emploi du temps de l'Institut universitaire européen de Florence et est lauréate d'une bourse Jean Monnet ,. Son retour en 2004 à l'Université Rennes 2 est difficile.
Ses travaux sur l'égalité la mènent à faire partie du Haut Conseil à l'égalité entre les femmes et les hommes entre 2006 et 2012 et de l'Observatoire régional de l'égalité en Bretagne depuis 2004, ainsi que de l'Observatoire de la parité entre les femmes et les hommes depuis 2006. De 2000 à 2005, elle est membre du Comité de pilotage pour l'égal accès des femmes et des hommes aux emplois supérieurs des fonctions publiques. En 2006, elle devient directrice du CRESS-Lessor, centre de recherche en sciences sociales interdisciplinaire à l'Université Rennes 2.
En 2010, Annie Junter crée un diplôme universitaire numérique en études sur le genre à l'Université européenne de Bretagne, avant de prendre sa retraite en 2013. Entre 2010 à 2014, elle fait partie du Conseil scientifique à Sciences po dans le cadre du programme Présage (Programme de Recherche et d'Enseignement des SAvoirs sur le GEnre) et assure un cours dans le cadre du master des affaires européennes sur les inégalités entre les femmes et les hommes en Europe. Elle s'intéresse à l'amélioration de la prise en charge des discriminations sexuelles par le droit français et sous l'influence des directives européennes.

## Son engagement féministe

### Son introduction dans le milieu féministe
Annie Junter s'est découvert un intérêt pour le féminisme au cours de sa thèse qu'elle ne réalise donc pas pour théoriser sa pratique féministe. Elle a cependant des difficultés à trouver un directeur de thèse dans un milieu juridique encore conservateur. En 1981, au Ministère de l'éducation nationale, dans le cadre des réunions de préparation de la première Action thématique programmée (ATP) intitulée Recherches sur les femmes et recherches féministes, elle rencontre pour la première fois un groupe de féministes. Elle prépare le colloque de l'ATP et de l'atelier du droit avec Odile Dhavernas, Marie-Thérèse Lanquetin et Régine Dhoquois. C'est l'historienne Marie-France Brive qui l'introduit dans ce milieu parisien des études féministes. Annie Junter est au départ accueillie avec des réserves, car elle essaye de concevoir le droit, non plus comme élément d'oppression des femmes, mais comme outil crédible de la lutte contre les discriminations, ce qui est novateur en 1981.

### Un engagement au niveau national et international
En 1995, elle participe, avec un groupe de militantes, à la Quatrième conférence mondiale sur les femmes à Pékin sans accréditation.
En 2009, elle s'oppose à la proposition de réforme de la majoration de la durée d'assurance (MDA) accordée aux mères par les régimes de retraites. Cette réforme proposait que la MDA soit divisée en deux parties : une première année réservée aux mères au motif qu'elles ont attendu un enfant et qu'elles ont commencé à l'élever, la deuxième année est partagée entre le père et la mère, au motif de l'éducation conjointe des enfants. Annie Junter souligne les possibles inégalités qu'engendre cette réforme : d'une part entre mères biologiques et mères adoptives, d'autre part, le partage neutre de la seconde année, alors même qu'il existe une inégalité de fait, est discriminatoire. Annie Junter préconise au contraire une autre voie juridique proposant une action positive pour lutter contre les inégalités entre les femmes et les hommes.

### Un engagement local en Bretagne
Son engagement féministe local en Bretagne se traduit par la publication d'articles. En 1984, la ville de Lorient et l'association Citoyennes lui demandent de réaliser une étude sur les chômeuses et les femmes en entreprises et en 1992 la ville de Rennes la sollicite pour une étude sur les femmes cadres à la ville de Rennes. Annie Junter souligne l'importance de l'engagement local : les progrès en matière d'égalité à Rennes sont le résultat de stratégies menées par des femmes engagées, comme le trio Danièle Touchard, déléguée à l’égalité des chances entre les femmes et les hommes, Maria Vadillo, conseillère municipale chargée des droits des femmes et Annie Junter. La ville de Rennes, qui connaît une mixité dans les responsabilités politiques et administratives devient donc un lieu où les femmes développent leur capacité d'agir selon Annie Junter.
Ainsi, en 1996, Annie Junter fonde avec des militantes, après la Quatrième conférence mondiale sur les femmes, le Réseau des femmes de Bretagne pour la mise en œuvre de la plate-forme de Pékin au niveau local.

## Publications
- La condition juridique des femmes au travail, 1990 (thèse)
- Le genre des politiques publiques : des constats et des actions, codirection du numéro 47 de Lien social et politiques : revue internationale, 2002
- L’égalité professionnelle entre les femmes et les hommes : une exigence politique au cœur du droit du travail,  Éditions L'Harmattan, coll. « Travail, genre et sociétés », 2004
- « Les expériences françaises locales : la ville de Rennes et le temps des villes », in Le travail des femmes et inégalités : revue de l’OFCE, 2004, p. 302
- « Les mesures proactives, une méthode au service de l’égalité », in La revue de droit du travail, Dalloz, 2006 no 3
- Le bureau des temps à Rennes : retour sur une expérience, Informations sociales CNAF, 2006
- « Femmes-Hommes : changer les rapports sociaux : la situation en France, encore loin du compte », in Économie et humanisme, 2006, no 378
- « Égalité et performance : l'égalité prise au piège de la rhétorique managériale », in Les cahiers du genre, 2009, no 47

## Reconnaissances
En 1995, elle est lauréate d’une bourse Jean Monnet de 6 mois à l’Institut universitaire de Florence pour un projet intitulé Genre et emploi du temps.

## Distinctions
- Chevalier de l'ordre national du Mérite en 1995[4]
- Chevalier des Palmes académiques en 1999[4]
- Chevalier de la Légion d'honneur depuis janvier 2010[4]